# Lepidion natalensis
Lepidion natalensis är en fiskart som beskrevs av John Dow Fisher Gilchrist 1922. Lepidion natalensis ingår i släktet Lepidion och familjen Moridae. Inga underarter finns listade i Catalogue of Life.